# Katakturuk River
Der Katakturuk River ist ein etwa 73 km langer Zufluss der Beaufortsee im Bereich der North Slope im Nordosten des US-Bundesstaats Alaska.

## Verlauf
Der Katakturuk River entspringt an der Südflanke der Sadlerochit Mountains, ein der Brookskette nördlich vorgelagerter Gebirgszug. Das Quellgebiet befindet sich auf einer Höhe von etwa 1100 m. Der Katakturuk River fließt anfangs knapp 8 km nach Südwesten. Er nimmt einen knapp 13 km langen Nebenfluss linksseitig auf, der weiter östlich in den Sadlerochit Mountains entspringt, und fließt nun 7 Kilometer in Richtung Westnordwest. Er bildet auf diesem Abschnitt einen verflochtenen Fluss und verläuft zwischen den Sadlerochit Mountains im Norden und den Shublik Mountains im Süden. Er nimmt noch einen größeren namenlosen Nebenfluss von links auf, der einen Teil der zentralen Nordflanke der Shublik Mountains entwässert. Der Katakturuk River wendet sich im Anschluss nach Norden und durchschneidet die Sadlerochit Mountains in einer 5,5 km langen Schlucht. Auf seiner restlichen Fließstrecke durchquert der Katakturuk River als verflochtener Fluss die arktische Küstentundra der North Slope Region in überwiegend nordnordöstlicher Richtung. Zwei größere Nebenflüsse fließen ihm von rechts zu, die die Nordflanke sowie den ostzentralen Teil der Sadlerochit Mountains entwässern. Einer dieser beiden Flüsse ist der Nularvik River, der andere ist offenbar ohne Namen. Der Katakturuk River mündet 55 km westlich von Kaktovik in die Beaufortsee.

## Einzugsgebiet
Das etwa 677 km² große Einzugsgebiet befindet sich im Westen des Arctic National Wildlife Refuge. Es grenzt im Osten an das Einzugsgebiet des Marsh Creek, im Südosten an das des Sadlerochit River sowie im Südwesten an das des Canning River sowie im Westen an das des Tamayariak River.

## Namensgebung
Der von den Eskimo stammende Flussname wurde 1919 von Leffingwell gemeldet. Der Name könnte „eine schmale Stelle“ bedeuten.